# Croton ranohirae
Croton ranohirae är en törelväxtart som beskrevs av Jacques Désiré Leandri. Croton ranohirae ingår i släktet Croton och familjen törelväxter. Inga underarter finns listade i Catalogue of Life.